# 秘鲁大冒险
《秘鲁大冒险》（西班牙語：Las aventuras de Tadeo Jones）是於2012年上映的西班牙3D動畫電影喜劇，由安立奎·高德執導，派拉蒙影業發行。

## 劇情
塔德（Tadeo）是一位简单的建筑工人，居住在芝加哥，但富有冒险精神和梦想。 有一天，他们误以为他是受欢迎的考古学家，然后把他送到秘鲁去做艰苦的工作。 在那里，您将不得不停止一个专门盗窃财宝的土匪组织，这一次，他们打算抢劫刚刚发现的神话般的印加城市。 但是在这次繁忙的冒险中，塔德不会一个人，因为他将在忠实的小狗杰夫的帮助下。 美丽的考古老师萨拉（米歇尔·詹纳）； 弗雷迪（何塞·莫塔）是一位奇怪的秘鲁向导，穿着“多用途”夹克。 不会说话的鹦鹉和赏金猎人。 塔代（Tadeo）和他的同伴将能够拯救这座标志性的城市吗？

## 配音員
| 配音          | 配音                 | 配音   | 角色          |
| 美國          | 西班牙               | 中国   | 角色          |
| ------------- | -------------------- | ------ | ------------- |
| 凱瑞·莎勒     | 奥斯卡·巴伯兰        | 赵岭   | 塔德·斯通     |
| 艾莉尔·温特   | 米歇尔·詹纳          | 李世荣 | 萨拉·拉夫罗夫 |
| 切奇·马林     | 何塞·莫塔 (喜剧演员) | 郭政建 | 弗莱迪        |
| 亚当·詹姆斯   | 佩普·安东·穆尼兹     | 范哲琛 | 麦克斯·莫顿   |
| 布鲁斯·麦金农 | 路易斯·波萨达        | 李扬   | 木乃伊        |
| 麦克·麦当劳   | 卡尔斯·坎特          | 李智伟 | 亨伯特教授    |

## 外部連結
- 互联网电影数据库（IMDb）上《秘鲁大冒险》的资料（英文）
- Box Office Mojo上《秘鲁大冒险》的資料（英文）
- 爛番茄上《秘鲁大冒险》的資料（英文）
- AllMovie上《秘鲁大冒险》的资料（英文）
- 豆瓣电影上《秘鲁大冒险》的資料 （简体中文）